# Fürst Fugger Privatbank
Die Fürst Fugger Privatbank Aktiengesellschaft ist ein Bankhaus in Augsburg, das sich auf die Betreuung von vermögenden Privatkunden und Institutionen spezialisiert hat. Gegründet wurde die Bank 1954 von Friedrich Carl Fürst Fugger-Babenhausen durch die Übernahme des Bankhauses Friedl & Dumler und steht damit in der Tradition des Kaufmanns- und Bankiersgeschlechts der Fugger. Eine direkte Verbindung zu den Bank- und Geldgeschäften der Fugger besteht allerdings nicht.
Die Bank beschäftigt (Stand 31. Dezember 2018) 141 Mitarbeiter und besitzt eine Bilanzsumme von 485 Mio. Euro sowie einen Jahresüberschuss in Höhe von 4,6 Mio. Euro. Die Einlagen belaufen sich auf 384 Mio. Euro.
Zur Fürst Fugger Privatbank Aktiengesellschaft gehört die Tochtergesellschaft Augsburger Investment Services GmbH.
Die Bank ist Mitglied des Einlagensicherungsfonds des Bundesverbands Deutscher Banken.

## Geschichte
Die Historie der Fürst Fugger Privatbank Aktiengesellschaft beginnt 1954 mit der Übernahme des Bankhauses Friedl & Dumler durch Friedrich Carl Fürst Fugger-Babenhausen unter dem neuen Namen „Fürst Fugger-Babenhausen Bank KG im Fuggerhaus Augsburg“, so dass die Familie Fugger-Babenhausen ihre Bankgeschäfte nun wieder über eine eigene Institution führen konnte. Ab 1977 führte die Bank den Namen „Fürst Fugger-Babenhausen Bank KG“.
Bis 1962 war Ludwig Aderbauer (1914–1990) Direktor der Fürst Fugger-Babenhausen Bank. 1992 trat die Industriekreditbank AG Deutsche Industriebank nach 20 Jahren als Kommanditist zurück. Deren Platz wurde jedoch einige Monate später von der Nürnberger Versicherungsgruppe eingenommen. Während der Jahre 1992/93 erfolgte aufgrund einer Umstrukturierung die Übergabe einiger Filialen der Privatbank an örtliche Institute und der Fokus der Bank verlagerte sich auf das gehobene Privat- und Firmenkundengeschäft. 1994 erhielt das Kreditinstitut schließlich den Namen „Fürst Fugger Privatbank KG“. 1999 wurde die Nürnberger Versicherungsgruppe zum Haupteigner der Fürst Fugger Privatbank KG. Darüber hinaus kam es in diesem Jahr zu einer erneuten Strategieänderung, in deren Zuge das Firmenkundengeschäft veräußert wurde.
2015 wurde die Gesellschaftsform in eine Aktiengesellschaft umgewandelt.

## Geschäftsbereiche
Die Fürst Fugger Privatbank Aktiengesellschaft verfolgt mit den Geschäftsbereichen Private Banking und Nürnberger eine Zwei-Säulen-Strategie. Der Schwerpunkt liegt in der privaten Vermögensverwaltung bzw. -beratung, wobei zum Repertoire der Privatbank auch Angebote wie Beteiligungen, Wertpapiere, Finanzierungen, Alters- und Risikovorsorgeprodukte sowie der Private Family Service gehören.
Für das Jahr 2021 wurden in der Bilanz 7,4 Mio. EUR Jahresüberschuss ausgewiesen, die Assets under control wurden mit 7.195 Mio. EUR beziffert.

## Niederlassungen
Der Hauptsitz der Bank befindet sich in den zwischen 1512 und 1515 von Jakob Fugger dem Reichen erbauten Fuggerhäusern an der Maximilianstraße in Augsburg. Neben dem Hauptsitz bestehen Filialen in Köln, Mannheim, München, Nürnberg und Stuttgart.

## Technik
Die Fürst Fugger Privatbank AG ist dem genossenschaftlichen Rechenzentrum der Atruvia angeschlossen und nutzt als Kernbankensystem deren Software agree21.